# Léontine van Meggelen
Léontine Gabrielle van Meggelen (Vlaardingen, 10 mei 1975) is een Nederlands voormalig schaatsster die in de jaren negentig in de nationale schaatsselectie meedraaide. Haar hoogst behaalde resultaten waren 3 bronzen medailles op Nederlandse afstandskampioenschappen. 
Na haar schaatscarrière werd Van Meggelen diëtiste en begon ze een eigen bedrijf. Van Meggelen begeleidt vooral sporters in hun voeding. 

## Persoonlijke records
| Afstand    | Tijd    | Datum            | Baan      |
| ---------- | ------- | ---------------- | --------- |
| 500 meter  | 42,25   | 18 december 1998 | Groningen |
| 1000 meter | 1.23,63 | 20 december 1998 | Groningen |